# Манліус (Нью-Йорк)
Манліус (англ. Manlius) — місто (англ. town) в США, в окрузі Онондага штату Нью-Йорк. Населення — 33 712 особи (2020).

## Демографія
Згідно з переписом 2010 року, у місті мешкало 32 370 осіб у 13 373 домогосподарствах у складі 8911 родини. Було 14047 помешкань
Расовий склад населення:
| - 92,9 % — білих - 3,7 % — азіатів - 1,4 % — чорних або афроамериканців - 0,3 % — корінних американців |

До двох чи більше рас належало 1,4 %. Частка іспаномовних становила 1,5 % від усіх жителів.
За віковим діапазоном населення розподілялося таким чином: 23,6 % — особи молодші 18 років, 58,6 % — особи у віці 18—64 років, 17,8 % — особи у віці 65 років та старші. Медіана віку мешканця становила 44,9 року. На 100 осіб жіночої статі у місті припадало 91,2 чоловіків;  на 100 жінок у віці від 18 років та старших — 87,7 чоловіків також старших 18 років.
Середній дохід на одне домашнє господарство  становив 109 217 доларів США (медіана — 79 158), а середній дохід на одну сім'ю — 135 116 доларів (медіана — 101 371). Медіана доходів становила 76 374 долари для чоловіків та 51 966 доларів для жінок. За межею бідності перебувало 4,3 % осіб, у тому числі 3,9 % дітей у віці до 18 років та 5,6 % осіб у віці 65 років та старших.
Цивільне працевлаштоване населення становило 15 537 осіб. Основні галузі зайнятості: освіта, охорона здоров'я та соціальна допомога — 35,1 %, науковці, спеціалісти, менеджери — 10,9 %, роздрібна торгівля — 9,8 %.